# 安绍芳

安绍芳（1548年—1605年），字懋卿，号砚亭居士。直隸常州府無錫縣安镇（今屬江蘇省無錫市锡山区）人，明朝画家、书法家、诗人以及藏书家。

## 生平
安绍芳生于大明嘉靖二十七年（1548年）正月二十九日。居无锡之胶山，因胶山有涤砚亭一座而自号砚亭居士。萬曆年間太学生，然而科举场中不得意，一生未入仕途，但是工诗、善书法、又能繪畫，书临曹娥碑，山水摹黄公望、倪瓒，與汤显祖友好。与同时代诗人叶之芳合称为“诗坛二芳”。著有《西林全集》二十卷，并留有画作《仿倪疏林远岫图轴》，现存于无锡博物院。

## 家族
无锡名门望族之后。曾祖安国，明朝巨富。祖父安如山。父安希尧。

## 轶事
传世名作《富春山居图》曾被安绍芳私人珍藏。在《富春山居图·无用师卷》上鈴有「安紹芳印」及「懋卿父」二印。無疑是經他收藏過，惟確切的年代不可考。